# 鲍山站
鲍山站（建设时工程名为济钢新村站）是济南轨道交通2号线的地铁车站，位于中华人民共和国山东省济南市历城区鲍山街道飞跃大道与凤鸣路交叉口地下，2021年3月26日投入运营。

## 车站构造
鲍山站为地下二层的11米岛式车站。

## 出入口
| 編號     | 指示                           |
| -------- | ------------------------------ |
| 出口 · A | 飞跃大道与凤鸣路交叉口以西路北 |
| 出口 · B | 飞跃大道与凤鸣路交叉口以东路北 |

### 临近地点
- 济南市第二看守所

## 图集
- 站台
- 站台
- 站牌
- 站厅层
- 站厅层艺术品